# Монтерозео (Бреша)
Монтерозео је насеље у Италији у округу Бреша, региону Ломбардија.
Према процени из 2011. у насељу је живело 238 становника. Насеље се налази на надморској висини од 162 м.